# Picorette
 (octobre 2016).
Picorette est une marque de bonbons au soja soufflé, enrobés de chocolat, produite et distribuée par Nestlé de 1971 à 1997.

## Historique
En 1971, naissent des petites boules de soja soufflé enrobées de chocolat au lait, les Picorettes. Quelques années après son lancement sous le nom de Picorettes (au pluriel), la marque est modifiée et devient Picorette. Les publicitaires lanceront le slogan : « Picorette, des petits grains de folie ! ». En effet, les Picorettes étaient de petits bonbons légers, peu caloriques, qui devaient faire penser à la notion de « chocolat à picorer ». 
Nestlé souhaitait concurrencer directement un produit phare de son concurrent Mars : Treets (qui deviendra par la suite M&M's).
En 1975, le cinéaste Ridley Scott a réalisé une pub remarquée pour les bonbons Picorettes.
Après 25 ans de production et face au déclin des ventes, le produit cesse d'être fabriqué en 1997 et est remplacé par un produit différent : Kit Kat Ball.